# Morávios
Os morávios são os habitantes eslavos da moderna Morávia, a parte mais oriental da República Tcheca. Eles falam dialetos morávios da língua tcheca e são nos dias de hoje considerados um ramo dos tchecos.
A questão "será que os morávios fazem parte da nação tcheca ou não?", ainda é viva para alguns grupos da Morávia. Alguns morávios declaram etnicidade separada. Contudo, o problema quase não tem dimensão política, e para a maioria da população a questão da língua morávia, ou de uma nação morávia, é puramente folclórica. Uma razão para disputas pode vir do fato de que, por razões históricas distantes, a expressão em tcheco utilizada para tchecos e boêmios era a mesma: Čech. Então, teoricamente, pode não estar claro a que povo a expressão se refere quando utilizada. Poderiam se referir a boêmios, morávios, e às vezes até a silésios quando citado.